# Dzienniki ze Spandau

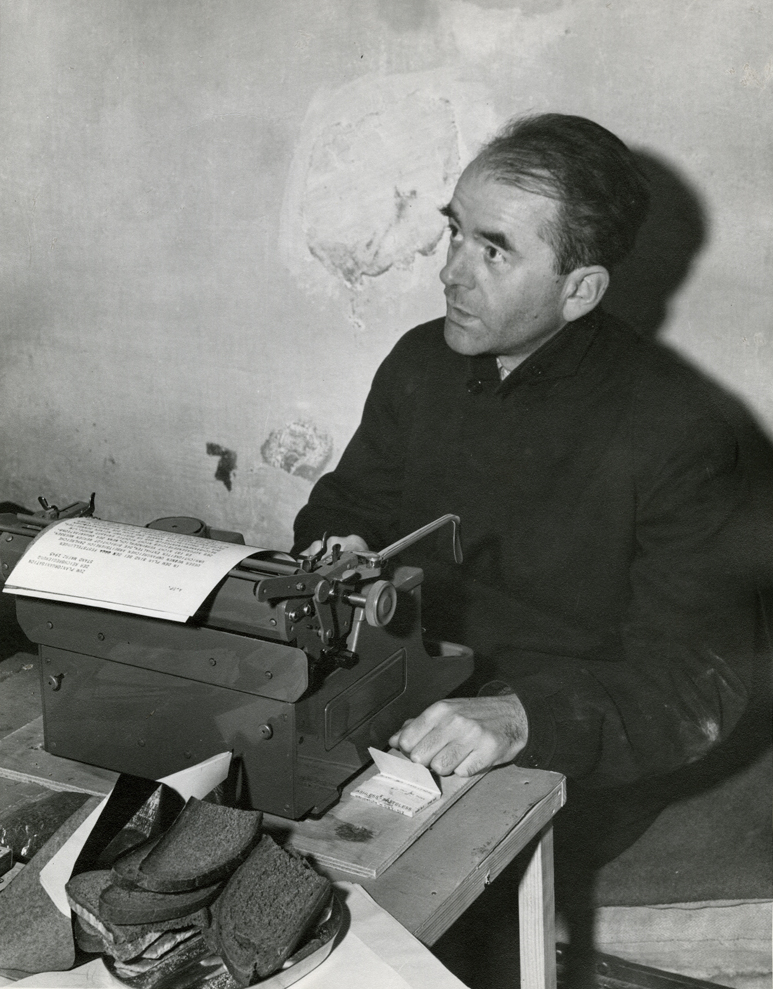
Albert Speer przy maszynie do pisania w celi więzienia podczas procesu norymberskiego

Dzienniki ze Spandau (niem. Spandauer Tagebücher) – dziennik prowadzony w ukryciu w warunkach więziennych przez Alberta Speera, obejmujący okres od ogłoszenia wyroku po zakończonym procesie norymberskim 1 października 1946 r. do zwolnienia z więzienia w Spandau w 1966 r., wydany w Niemczech nakładem wydawnictwa Propyläen w 1975 r., w tłumaczeniu na język polski w 2010 r.

## Geneza
Albert Speer, członek NSDAP i aktywny działacz nazistowski, w latach 1934–1942 główny architekt Adolfa Hitlera, następnie, w latach 1942–1945, minister uzbrojenia i amunicji w III Rzeszy, na mocy wyroku trybunału w Norymberdze został skazany na 20 lat więzienia. Karę odbywał wraz innymi zbrodniarzami nazistowskimi w więzieniu Spandau w Berlinie. Podczas pobytu w więzieniu na luźnych kartkach papieru prowadził potajemnie zapiski, które przez pielęgniarza przekazywał swojemu przyjacielowi Rudolfowi Woltersowi. Po wyjściu na wolność zapiski te stały się podstawą do zredagowania dwóch książek Speera – Erinnerungen (Wspomnień, wydanie polskie – 1973) i wydanych w 1975 r. Spandauer Tagebücher (Dzienników ze Spandau, wydanie polskie – 2010).

## Treść
W Dziennikach ze Spandau Albert Speer opisuje codzienne życie w więzieniu w Norymberdze i później (od lipca 1947 r.) w Spandau. Przedstawia swoje relacje ze współwięźniami, również skazanymi w Norymberdze, z którymi wspólnie odbywał karę (Baldurem von Schirachem, Rudolfem Hessem, Karlem Dönitzem, Erichem Raederem, Konstantinem von Neurathem, Waltherem Funkiem), strażnikami i administracją więzienia.
Dużą część Dzienników stanowią wspomnienia, w których Speer opisuje lata poprzedzające II wojnę światową i czas wojny oraz znajomość z Adolfem Hitlerem i innymi prominentnymi działaczami nazistowskimi.

## Krytyka
Obie książki wspomnieniowe Speera, chociaż okazały się sukcesem wydawniczym, spotkały się z krytyką historyków. Speerowi zarzucano manipulowanie historią i chęć wybielenia się. Speer utrzymywał w nich, że nie wiedział o zbrodniach nazistowskich i że był jedynie „apolitycznym technokratą”, chociaż zwłaszcza jego działalność na stanowisku ministra uzbrojenia i amunicji przyczyniła się do wydłużenia wojny i zwiększenia liczby ofiar; w podlegających mu niemieckich zakładach zbrojeniowych byli też zatrudniani przymusowi robotnicy z krajów okupowanych przez III Rzeszę.